# Sông Sestra (Leningrad)
Sông Sestra (tiếng Nga: Сестра; tiếng Phần Lan: Rajajoki; tiếng Thụy Điển: Systerbäck) là một con sông chảy trong tỉnh Leningrad, Nga.
Chiều dài của con sông này là 74 km (46 dặm). Diện tích lưu vực của nó là 393 km² (152 dặm²). Sông Sestra phát nguyên từ khu vực đầm lầy ven làng Lesnoye, chảy qua mũi đất Karelia. Cho tới đầu thế kỷ 19 nó đã từng đổ vào vịnh Phần Lan. Năm 1817, sau khi người ta xây dựng một đập ngăn nước để phục vụ cho nhu cầu của nhà máy sản xuất vũ khí tại Sestroretsk, thì một phần của con sông này trở thành hồ chứa nước gọi là Sestroretsky Razliv (hồ Razliv) sâu khoảng 2 m (6 ft) với diện tích 10,6 km² (4 dặm²). Kể từ đó, sông Sestra đổ nước vào hồ chứa nước này. Hồ Razliv được ngăn cách với vịnh Phần Lan bằng một dải đụn cát nhân tạo. Lượng nước dư thừa được cho chảy vào vịnh Phần Lan thông qua một kênh đào dài 4,8 km (3 dặm). Trong lòng sông có các bãi bồi rời rạc, rộng 10–20 m. Ở đầu nguồn có nhiều chỗ nông còn gần tới cửa sông thì độ sâu đạt tới 2 m
Những ghi chép đầu tiên về sông Sestra có từ ngày 12 tháng 8 năm 1323, khi theo hòa ước Orekhov thì dọc theo sông Sestra là biên giới giữa lãnh địa của công quốc Novgorod và miền duyên hải của vịnh Phần Lan, thuộc sở hữu của Thụy Điển. Sau đó nó là biên giới giữa gubernia Vyborg và gubernia Sankt-Peterburg, còn từ năm 1811 là biên giới phía đông của Đại công quốc Phần Lan trong thành phần của Đế quốc Nga, trong giai đoạn 1920-1940 sau khi ký kết hòa ước Tartu thì nó là biên giới giữa Phần Lan mới giành được độc lập và Nga.